# Джорджо II Гізі
Джорджо II Гізі (італ. Giorgio Ghisi; д/н — бл. 1352) — триарх південного Негропонте в 1341—1352 роках.

## Життєпис
Походив з венеціанського патриціанського роду Гізі. Син Бартоломео II, триарха південного Негропонте. У 1326/1327 році в рамках домовленостей батька з Альфонсо Фадріке, генерал-капітаном Афінського герцогства, одружився з його донькою, отримавши як посаг замок Сент-Омер в Фівах. У 1331 році разом з батьком брав участь у військовій кампанії на боці Готьє де Брієнна, що намагався відвоювати Афінське герцогство. Пі д час бойових дій було зруйновано замок Сент-Омер.
1341 року після смерті батька спадкував триархію. У 1343 році На прохання папи римського Климента VI він озброїв галеру спільно з Джованні I Санудо, герцогом Накоссу, щоб приєднатися до першого Смірського хрестового походу.
Остання письмова згадка про нього відноситься до 1345 року. Можливо загинув під час наступних походів. Але точно помер до 1352 року. Йому спадкував син Бартоломео III при регентстві матері. Втім фактичний вплив набула Венеційська республіка (остаточно з 1383 року).